# Герб Ватикану
Герб Ватикану складається з двох ключів Царства Небесного – золотого та срібного, один ключ від Раю, інший від Землі. Потрійна корона – тіара, символізує Папу Римського як найвищого пастиря, вчителя, єпископа на планеті Земля. На кінці тіари – хрест, загально-християнський символ, символізує розіп’ятого Ісуса Христа.